# Carol Shea-Porter
Carol Shea-Porter, née le 2 décembre 1952 à New York, est une femme politique américaine, élue démocrate du New Hampshire à la Chambre des représentants des États-Unis.

## Biographie
Carol Shea-Porter est née à New York mais grandi à Lee dans le New Hampshire. Diplômée d'un master de l'université du New Hampshire en 1979, elle devient travailleuse sociale.
En 2006, elle se présente à la Chambre des représentants des États-Unis dans le 1er district du New Hampshire. Elle remporte la primaire face au leader démocrate de la Chambre des représentants de l'État, Jim Craig, soutenu par l'establishment du parti,. Elle fait campagne contre la guerre en Irak, pour une hausse du salaire minimum et pour une couverture santé universelle. Lors de l'élection générale, qui voit les démocrates reprendre le contrôle du Congrès, elle remporte 51 % des voix et bat le républicain sortant Jeb Bradley (en). Sa victoire est considérée comme l'une des principales surprises de ces élections,. Elle devient la première femme à représenter le New Hampshire au Congrès des États-Unis.
Elle est réélue face à Bradley en 2008 avec 52 % des suffrages. Elle est battue par Frank Guinta lors de la vague républicaine de 2010, reprend son siège en 2012 et perd à nouveau face à Guinta en 2014. En mai 2015, alors que le républicain est confronté à un scandale concernant des dons illégaux, elle s'estime prête à une nouvelle candidature en 2016. En novembre 2016, elle réunit 44 % des suffrages et devance ainsi Guinta (43 %) et Shawn O'Connor (9 %), un indépendant politiquement proche de Bernie Sanders. Le même jour, la circonscription vote en faveur de Donald Trump à l'élection présidentielle.
En octobre 2017, Shea-Porter annonce qu'elle n'est pas candidate à un nouveau mandat en 2018.